# Lanius phoenicuroides
L'averla codirossa o averla del Turkestan (Lanius phoenicuroides (Schalow, 1875)) è un uccello passeriforme della famiglia dei Laniidi.

## Etimologia
Il nome scientifico della specie, phoenicuroides, deriva dall'aggiunta del suffisso di origine greca-oides ("simile a") a phoenicurus (φοινικουρος, "coda rossa"), sinonimo obsoleto di L. isabellinus: il nome scientifico di questi uccelli, pertanto, significa "simile all'averla isabellina", in riferimento all'affinità (sia morfologica che tassonomica) fra le due specie.

## Descrizione

### Dimensioni
Misura circa 16.5–18 cm di lunghezza, per un peso di 19.4-32.1 g.

### Aspetto

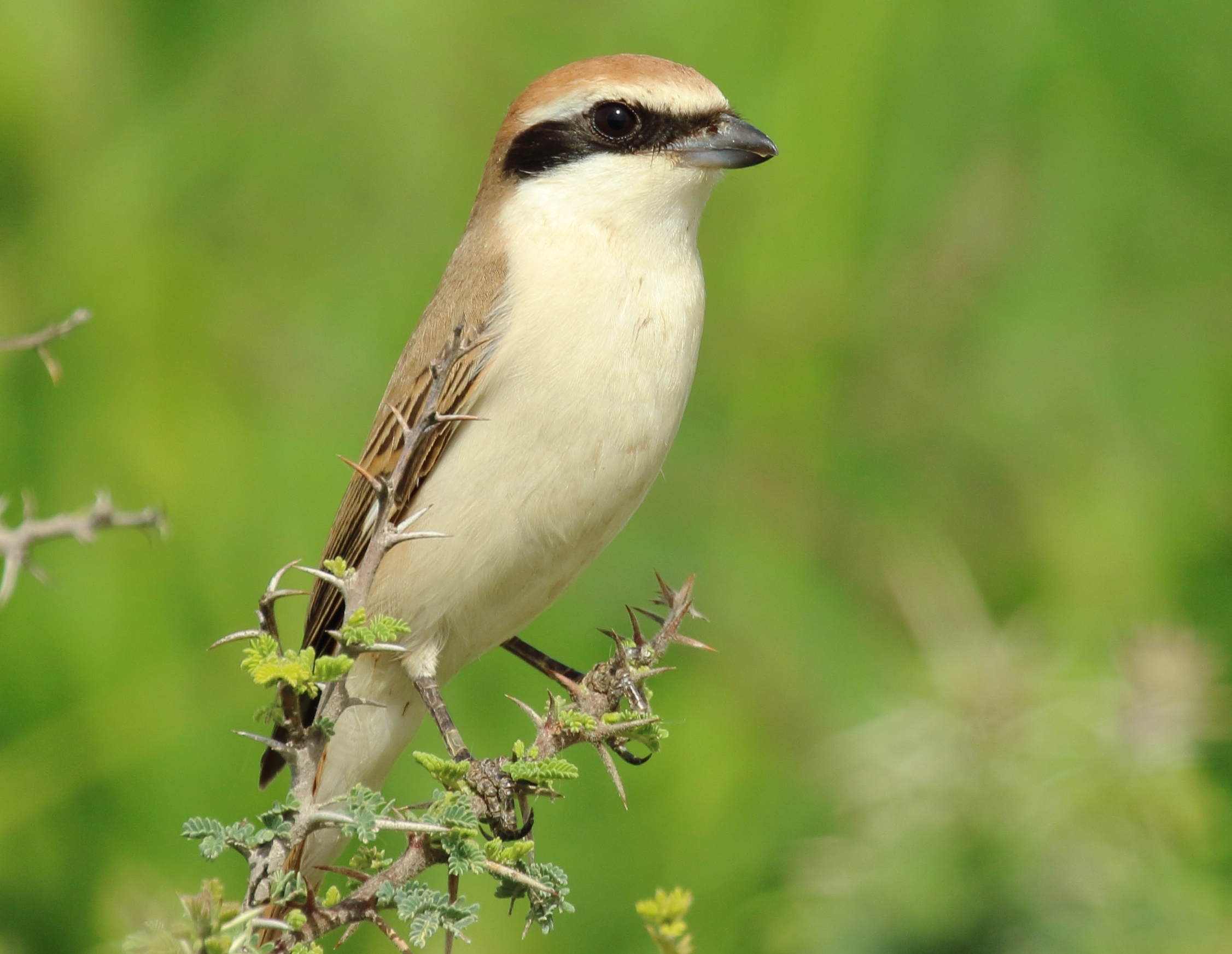
Maschio in natura.

Questa specie ricorda moltissimo l'averla isabellina nell'aspetto, oltre che nella silhouette di volo e nel comportamento. Rispetto a quest'altra specie, il maschio adulto si differenzia per il maggior contrasto tra le parti superiori e inferiori. Le prime sono di un marrone-beige relativamente scuro, con una netta sfumatura rossa sulla testa. Il groppone, le sotto-caudali e la coda sono di un rosso più intenso, con una sfumatura marrone sulle rettrici centrali e sull'estremità delle altre. Nel complesso, quindi, le parti superiori presentano una colorazione meno uniforme. Generalmente, tra il vertice rossastro e la maschera nera si frappone un netto sopracciglio bianco. Le parti inferiori sono più chiare, meno sfumate di rosso, e da lontano sembrano quasi bianche. Spesso, quando il piumaggio è fresco di muta, è distinguibile una sfumatura salmone. La macchia bianca delle primarie è chiaramente visibile sullo sfondo bruno-nerastro dell'ala. Tuttavia, per una corretta identificazione, bisogna fare attenzione alla luce ambientale che può cambiare la percezione dei colori. Inoltre, alcuni individui sembrano presentare caratteristiche intermedie, con regioni superiori più grigie, meno rosso e un sopracciglio attenuato. Per attribuire tali esemplari alla specie corretta è necessario prestare davvero tanta attenzione.
La femmina somiglia al maschio, ma possiede colori meno netti e contrastanti, nonché un sopracciglio meno evidente. Per il resto, è del tutto identica alla femmina dell'averla isabellina; lo stesso vale anche per il giovane.

## Biologia

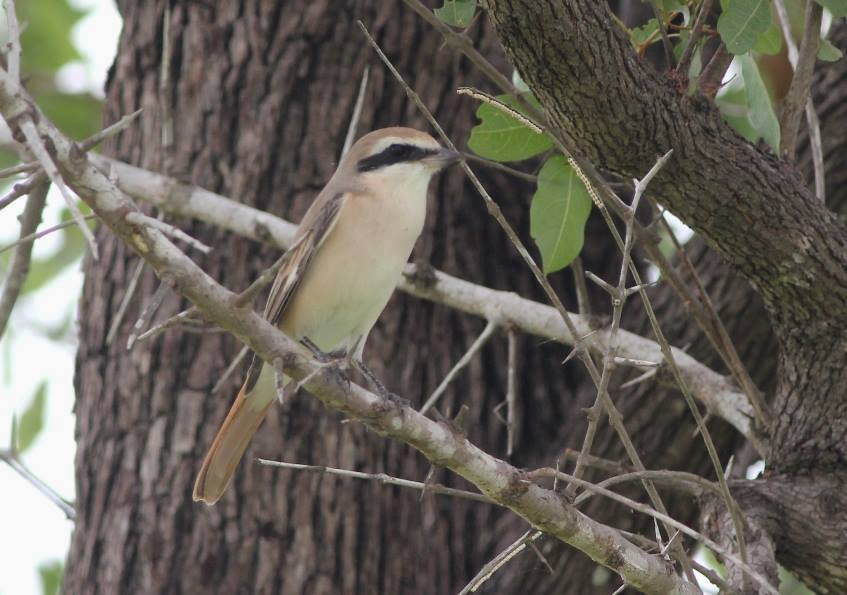
Maschio sullo Zambesi.

Al di fuori della stagione riproduttiva, l'averla codirossa viene avvistata quasi sempre da sola. Sta posata sulla sommità dei cespugli e rispetto all'averla piccola tende più spesso a muovere la coda su e giù. Dopo aver catturato una preda, l'averla codirossa fa ritorno al suo posatoio per consumarla o per immagazzinarla e mangiarla in seguito. Per fare questo utilizza la stessa tecnica impiegata dalla maggior parte delle altre specie di averla. Essa impala le vittime in sovrannumero su una spina, un filo spinato o un qualsiasi elemento appuntito in grado di sostenere il peso e di fungere da «dispensa».
La specie è una migratrice su lunghe distanze, come ben dimostrano le lunghe ali e l'abilità nel volo. Le sue migrazioni sono notturne.

### Alimentazione
La dieta dell'averla codirossa è prevalentemente insettivora. Consuma in particolare coleotteri, ortotteri (cavallette, grilli) e lepidotteri (farfalle). Se ne ha l'occasione consuma anche ragni e chiocciole. Localizza la preda da un posatoio che le consente una buona vista dei dintorni. Da lì, si lascia planare in volo sulla preda, che viene generalmente ghermita con il becco dal terreno. Insegue inoltre in volo gli insetti volanti e attacca, più raramente, piccoli passeracei.

### Riproduzione

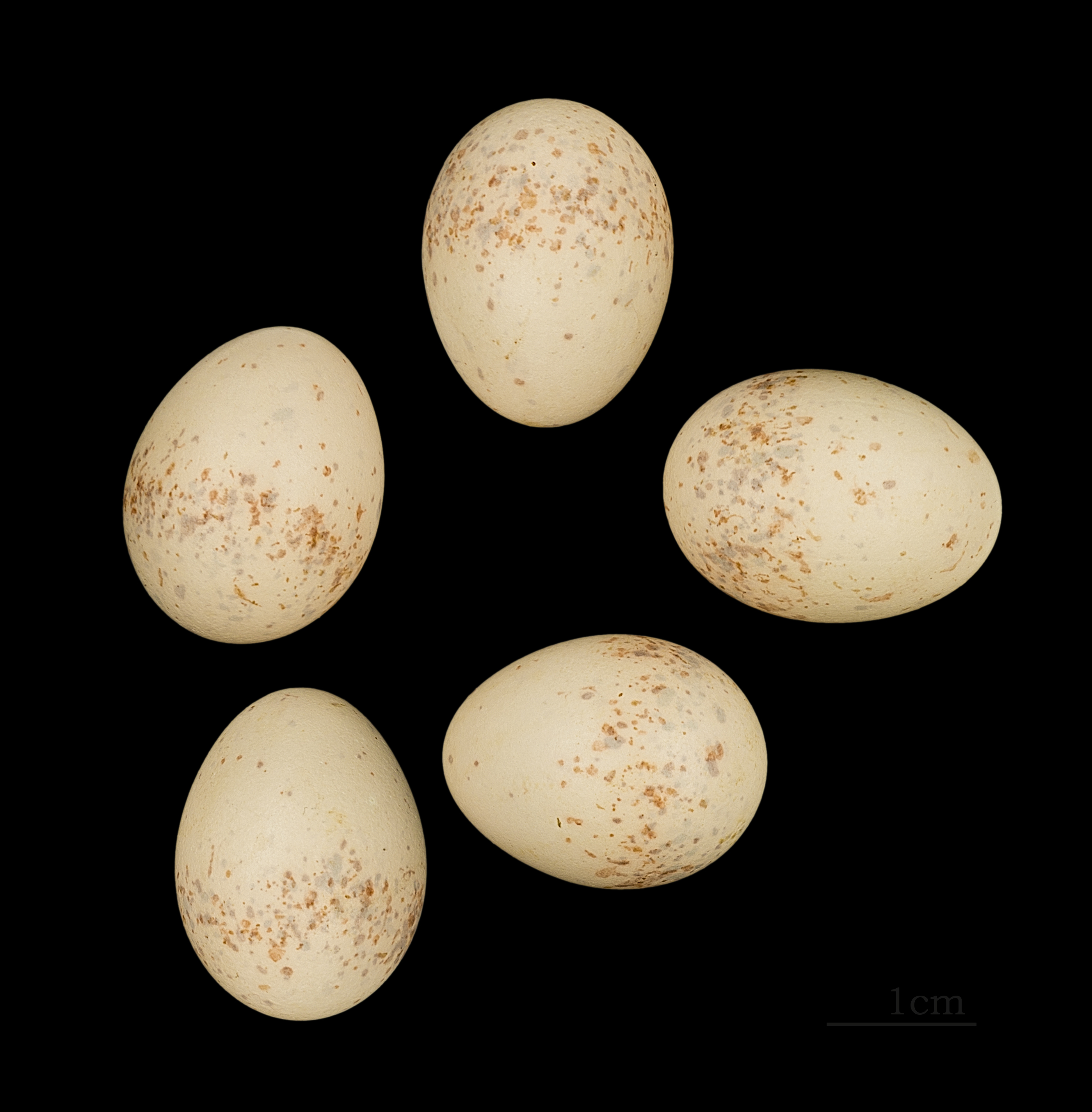
Uova al museo di storia naturale di Tolosa.

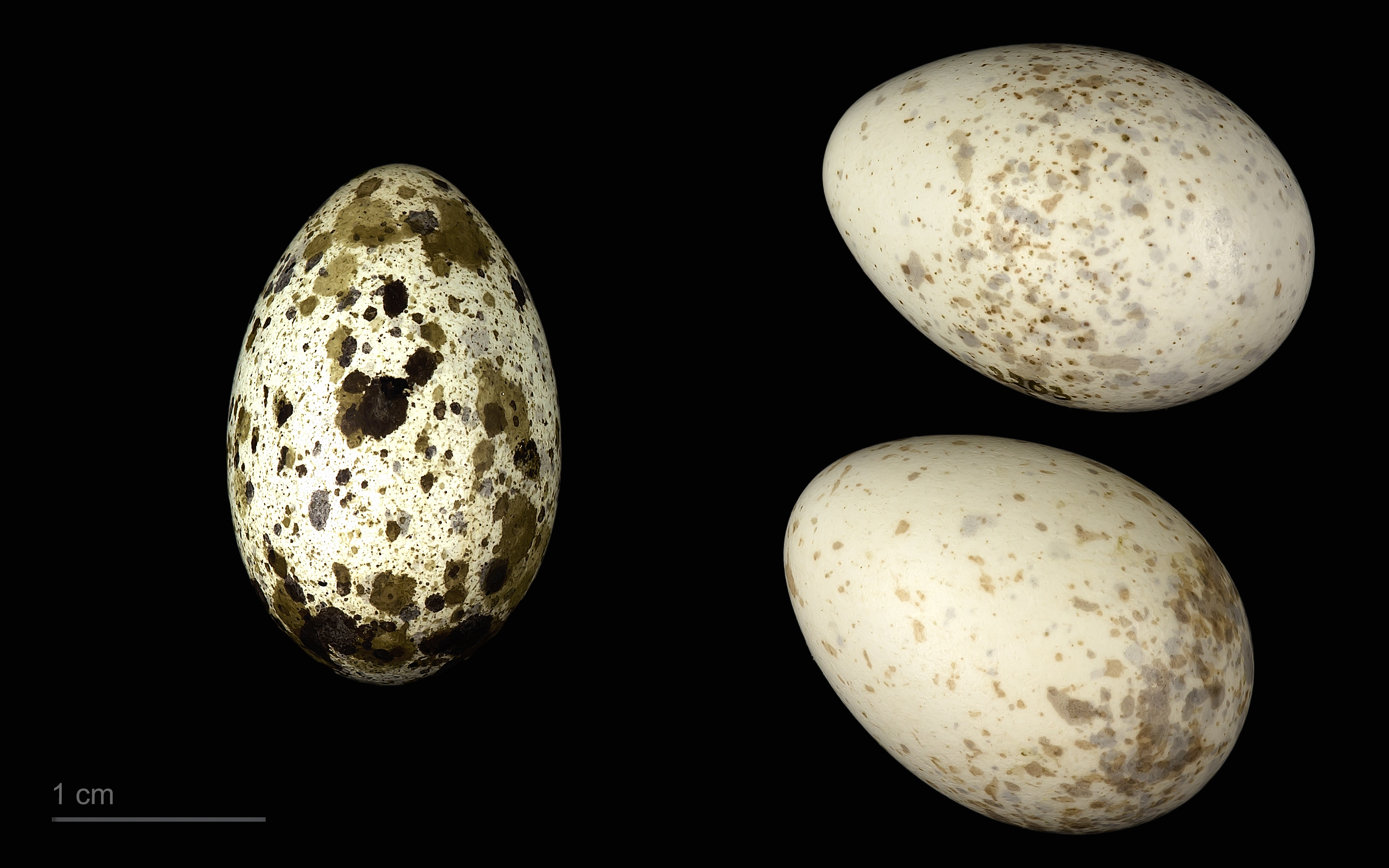
Uovo di Cuculus canorus in un nido di Lanius phoenicuroides Museo di Tolosa

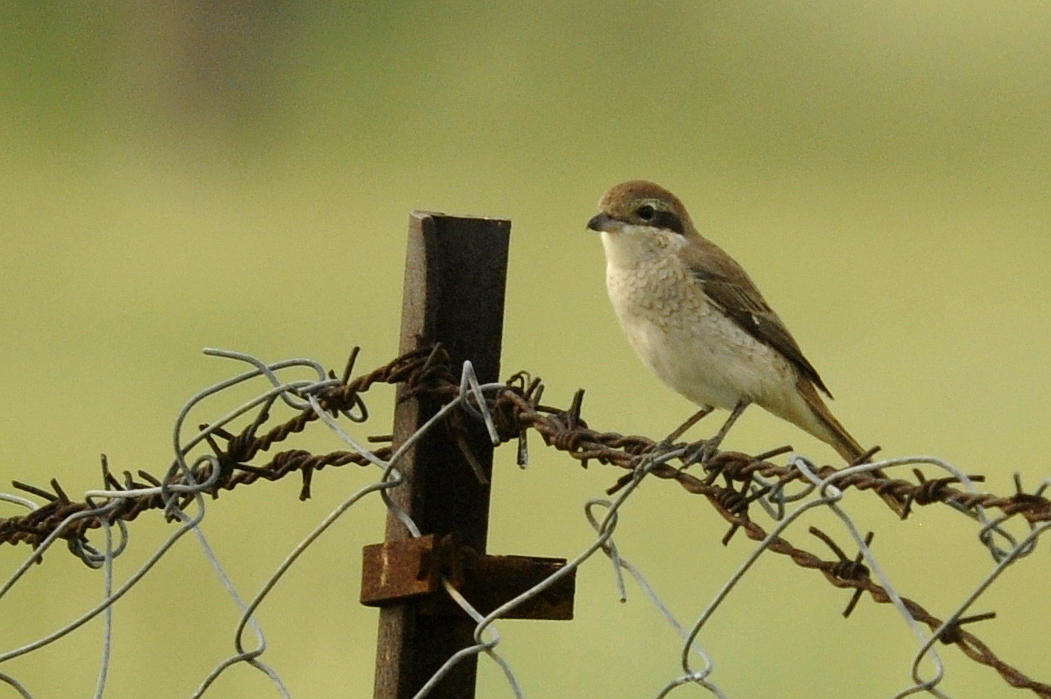
Giovane nel parco nazionale del Deserto.

Si tratta di uccelli monogami: le coppie si formano subito dopo il rientro ai territori di residenza estiva, riproducendosi a seconda della latitudine (le popolazioni delle aree più fredde tendono a nidificare fino a un mese più tardi) fra la fine di aprile e la metà di giugno. Durante il periodo riproduttivo viene generalmente portata avanti una singola nidiata.
L'averla codirossa nidifica tra i cespugli, in particolare tra i cespugli spinosi, come l'averla piccola. Il nido è costruito in media a circa un metro d'altezza, o talvolta anche fino a 3-5 metri su alberi più alti, come pistacchi o pioppi tremuli. Il nido somiglia a quello dell'averla piccola. Quando viene costruito tra i canneti, come intorno al lago Balkhash, può essere fatto interamente di elementi prelevati dall'ambiente circostante (foglie, fibre, infiorescenze di canne). La femmina vi depone dalle 3 alle 7 uova, in media 5, un numero leggermente superiore a quello deposto dall'averla isabellina.
Il nido viene frequentemente parassitato dal cuculo eurasiatico. Per esempio, sulle sponde del lago Balkhash, su un totale di 90 nidi esaminati, 13 erano stati parassitati.

## Distribuzione e habitat

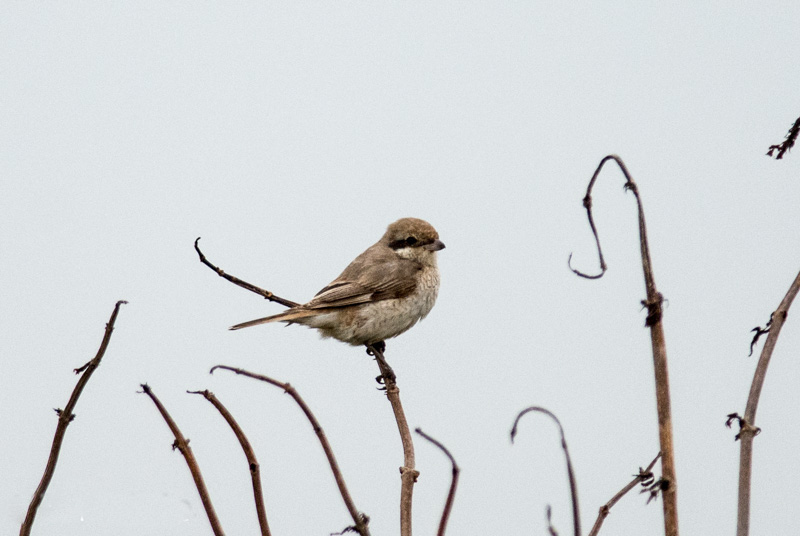
Esemplare in natura.

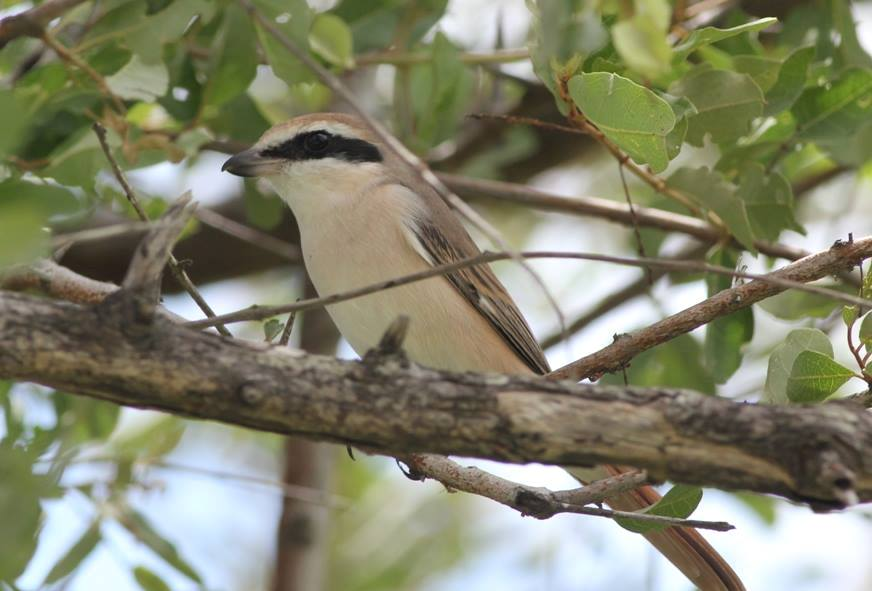
Maschio in Mozambico.

L'averla codirossa si riproduce nelle regioni ad ovest e a sud-ovest dell'areale dell'averla isabellina, dall'Iran allo Xinjiang cinese, passando per i paesi dell'Asia centrale e il Kazakistan a nord, e il Pakistan occidentale e l'Afghanistan a sud.

L'areale di svernamento è disgiunto: la specie trascorre infatti l'inverno nel continente africano, specialmente nel nord-est del continente, vale a dire in Etiopia, Sudan, Uganda, Kenya e Tanzania, ma anche nelle sue regioni centro-occidentali, in Ciad, Niger e Nigeria. Certi individui si spingono addirittura fino all'Atlantico, in Senegambia, Mali e Mauritania. Durante la migrazione, è costretta ad attraversare la penisola arabica, dove può sostare per un certo periodo di tempo.
L'habitat varia in base ai paesi e alle latitudini. In Pakistan, per esempio, la specie nidifica al di sopra dei 2000 m, nelle basse formazioni arbustive di ginepro. Al contrario, nel sud del Turkmenistan, è un uccello di pianura, che nidifica tra le tamerici delle vallate, i cespugli della steppa, i canneti intorno alle masse d'acqua, nonché in zone agricole come le piantagioni di pistacchio.

## Tassonomia
Sebbene alcuni autori ne riconoscano una sottospecie karelini dell'area fra il Syr Darya e il Turkmenistan, essa potrebbe in realtà rappresentare un caso di ibridazione con l'affine averla piccola: la specie sarebbe quindi monotipica
Fino a non molto tempo fa, l'averla codirossa veniva considerata a sua volta una sottospecie dell'affine averla isabellina, col nome di Lanius isabellinus phoenicuroides: tuttavia, viene oggi trattata come una specie a sé dal Comitato Ornitologico Internazionale. La distinzione dei differenti taxa dell'antica superspecie L. isabellinus non è facile, in quanto le due specie sono simili sotto tutti i punti di vista: per differenziare le due specie vengono generalmente utilizzati dati come il luogo dell'osservazione e le piccole differenze a livello morfologico (la specie in esame presenta calotta maggiormente tendente al rossiccio, area dorso-caudale più scura, sopracciglio ben delineato, area ventrale di colore più chiaro, formula alare differente, differente periodo di muta) e di vocalizzazioni.